# Homologisk algebra
Homologisk algebra er den gren af matematikken, der beskæftiger sig med studiet af homologi i en generel algebraisk ramme. Sammenlignet med andre matematiske discipliner, er homologisk algebra forholdsvist ung har sine rødder i forskningen i kombinatorisk topologi (en forløber for algebraisk topologi) og abstrakt algebra (specielt teorien om moduler) i slutningen af det 19. århundrede og kan kædes sammen med arbejdet af Henri Poincaré og David Hilbert.
Udviklingen af homologisk algebra er tæt sammenflettet med introduktionen af kategoriteori. I det store hele er homologisk algebra studiet af homologiske funktorer og de algebraiske strukturer, de fører med sig. Det centrale matematiske begreb er kædekomplekset, der manifesterer sig ved deres homologi og kohomologi. Homologisk algebra omhandler forsøget på at udvinde den information, som disse kædekomplekser indeholder, og at præsentere den som homologiske invarianter af ringe, moduler, topologiske rum og andre 'håndgribelige' matematiske objekter.
Homologisk algebra har siden sine rødder spillet en afgørende rolle i algebraisk topologi. Områdets indflydelse er gradvist blevet udvidet og omfatter på nuværende tidspunkt områder så forskellige som kommutativ algebra, algebraisk geometri, algebraisk talteori, repræsentationsteori, matematisk fysik, operatoralgebraer, kompleks analyse og teorien om partielle differentialligninger. K-teori er en uafhængig disciplin, der benytter sig af de metoder, som er udviklet i homologisk algebra, og det samme gælder ikkekommutativ geometri.